# Semicytherura acuticostata
Semicytherura acuticostata är en kräftdjursart som först beskrevs av Georg Ossian Sars 1866.  Semicytherura acuticostata ingår i släktet Semicytherura, och familjen Cytheruridae. Arten är reproducerande i Sverige.